# Thy Art Is Murder
Thy Art Is Murder — австралийская дэткор-группа, образованная в Сиднее в 2006 году.

## История

### 2006—2011 гг.
Группа Thy Art Is Murder появилась в 2006 году в Сиднее в Австралии. В первоначальный состав вошли вокалист Брендан Ван Рин, гитаристы Гэри Марковски и Шон Деландер, басист Джош Кинг и барабанщик Ли Стантон. В 2007 году вышел первый мини-альбом «This Hole Isn’t Deep Enough for the Twelve of You». В 2008 году вышел второй мини-альбом «Infinite Death». В том же году из группы ушёл вокалист Брендан Ван Рин из-за творческих разногласий. В 2009 году в группе появился новый вокалист Крис МакМахон. Басист Мик Лоу заменил Джоша Кинга перед началом записи дебютного альбома «The Adversary». 13 июля 2010 года вышел первый клип коллектива на песню «Soldiers of Immortality». В ноябре 2010 года группа приняла участие в прощальном турне Despised Icon. В октябре 2011 года прошло австралийское турне с группой Confession.

### 2012—2016 гг.
В марте 2012 года Thy Art Is Murder впервые выступили с концертами в Европе. Летом 2012 года группа перешла на лейбл «Halfcut Records». Осенью 2012 года группа выпустила два клипа на песни «Reign Of Darkness» и «Shadow Of Eternal Sin» с нового альбома Hate. Альбом вышел 29 октября 2012 года и на настоящий момент является самым популярным в дискографии группы. В первой половине 2013 года группа выступила с концертами в поддержку альбома «Hate» в Европе, Австралии, Новой Зеландии и Тасмании. В апреле 2013 года Thy Art Is Murder начали сотрудничество с лейблом Nuclear Blast, который перевыпустил второй альбом группы в США и Европе. В июле-августе 2013 прошло турне «The Summer Slaughter Tour» по США. В сентябре 2013 Thy Art Is Murder впервые выступили в Китае. В октябре 2013 вышел клип на песню «The Purest Strain Of Hate». Второй альбом группы номинирован на премию ARIA Music Awards в категории «Лучший хард-рок/хеви-метал альбом». Церемония награждения состоялась 1 декабря 2013 года. В ноябре-декабре 2013 года прошло турне по США. В январе-феврале 2014 года группа выступила в Европе.
21 декабря 2015 года, вокалист Крис МакМэхон покинул группу, для сосредоточения на семье. В течение 2016 года на концертных выступлениях его обязанности исполняли Ник Артур из Molotov Solution (в том числе и на осенних концертах в СНГ), Монте Бернард и Локлан Уотт.

### 2017—н.в.
В январе 2017 года МакМэхон вернулся в группу, записав новый сингл No Absolution. 15 июня был анонсирован новый альбом «Dear Desolation» вместе с датой выхода — 18 августа 2017 года, и выпущен клип «Slaves Beyond Death».
1 апреля 2019 года бессменный барабанщик Ли Стэнтон покинул группу и был официально заменён Джесси Билером из американской группы Jungle Rot. 26 июля на лейбле Nuclear Blast вышел пятый студийный альбом «Human Target».
В начале лета 2022 года группа собирается начать работу над новым студийным альбомом. В беседе с австралийским изданием Wall of Sound гитарист Энди Марш сообщил, что работа над альбомом будет проходить в Нью-Джерси и начнётся в конце июня, предположительно сразу после североамериканского тура с After The Burial. Марш также сообщил, что в работе над альбомом снова примет участие Уилл Патни, который продюсировал последние 4 альбома группы.
В 2023 году группа оказалась в центре скандала в связи с трансфобными высказываниями Макмэхона на его странице в Instagram, за которые он впоследствии извинился. Некоторое время спустя он был уволен из группы по решению остальных участников, а вокальные звуковые дорожки с предстоящего альбома были перезаписаны с другим, пока ещё не объявленным вокалистом.

## Дискография

### Альбомы
| Подробности                                                     | Позиции в чартах | Позиции в чартах | Позиции в чартах |
| Подробности                                                     | Aus              | US               | US Heat          |
| --------------------------------------------------------------- | ---------------- | ---------------- | ---------------- |
| The Adversary - Издан: 16 июля 2010 - Лейбл: Skull and Bones    | —                | —                | —                |
| Hate - Издан: 18 октября 2012 - Лейбл: Hulfcut Records          | 35               | —                | 31               |
| Holy War - Издан: 26 июня 2015 - Лейбл: UNFD, Nuclear Blast     | 7                | 82               | —                |
| Dear Desolation - Релиз: 18 августа 2017 - Лейбл: Nuclear Blast | 5                | 95               |                  |
| Human Target - Релиз: 26 июля 2019 - Лейбл: Nuclear Blast       | 11               |                  |                  |
| Godlike - Релиз: 22 сентября 2023 - Лейбл: Human Warfare        | 31               | —                | —                |

### Клипы
| Год  | Название                  | Альбом                       |
| ---- | ------------------------- | ---------------------------- |
| 2010 | Soldiers of Immortality   | The Adversary                |
| 2012 | Reign Of Darkness         | Hate                         |
| 2012 | Shadow Of Eternal Sin     | Hate                         |
| 2013 | The Purest Strain Of Hate | Hate                         |
| 2015 | Light Bearer              | Holy War                     |
| 2015 | Holy War                  | Holy War                     |
| 2016 | They Will Know Another    | The Depression Sessions — EP |
| 2017 | No Absolution             | Внеальбомный сингл           |
| 2017 | Slaves Beyond Death       | Dear Desolation              |
| 2017 | The Son of Misery         | Dear Desolation              |
| 2017 | Puppet Master             | Dear Desolation              |
| 2019 | Human Target              | Human Target                 |
| 2019 | Death Squad Anthem        | Human Target                 |
| 2019 | Make America Hate Again   | Human Target                 |
| 2019 | New Gods                  | Human Target                 |
| 2023 | Join Me In Armageddon     | Godlike                      |
| 2023 | Keres                     | Godlike                      |
| 2023 | Blood Throne              | Godlike                      |

## Состав группы
Нынешний состав
- Шон Деландер — ритм-гитара (2006—2010, 2014-настоящее время), бас-гитара (2010—2014)
- Энди Марш — соло-гитара (2010-настоящее время)
- Кевин Батлер — бас-гитара (2015-настоящее время)
- Джесси Билер — барабаны (2019-настоящее время)
- Тайлер Миллер — вокал (2023-настоящее время)

Бывшие участники
- Брендан Ван Рин — вокал (2006—2008)
- Джош Кинг — бас-гитара (2006—2009)
- Гэри Марковски — соло-гитара (2006—2011)
- Мик Лоу — бас-гитара (2009—2010)
- Том Браун — ритм-гитара (2011—2013)
- Ли Стэнтон — барабаны (2006—2019)
- Крис «CJ» МакМэхон — вокал (2009—2015; 2017—2023)

Гастрольные участники
- Роман Кестер — ритм-гитара (2013—2014)
- Вэс Хаух — ритм-гитара (2014)
- Джесси Белер — барабаны (2015)
- Ник Артур — вокал (2016)
- Монте Бернард — вокал (2016)
- Локлан Уотт — вокал (2016)

## Награды и номинации
| Год  | Премия                   | Категория                         | Результат |
| ---- | ------------------------ | --------------------------------- | --------- |
| 2013 | Metal Hammer Golden Gods | Лучшая новая группа               | Номинация |
| 2013 | ARIA Music Awards        | Лучший хард-рок/хеви-метал альбом | Номинация |

## Туры
- The Summer Slaughter Tour 2013
- Soundwave Festival 2014